# Procès de Dachau

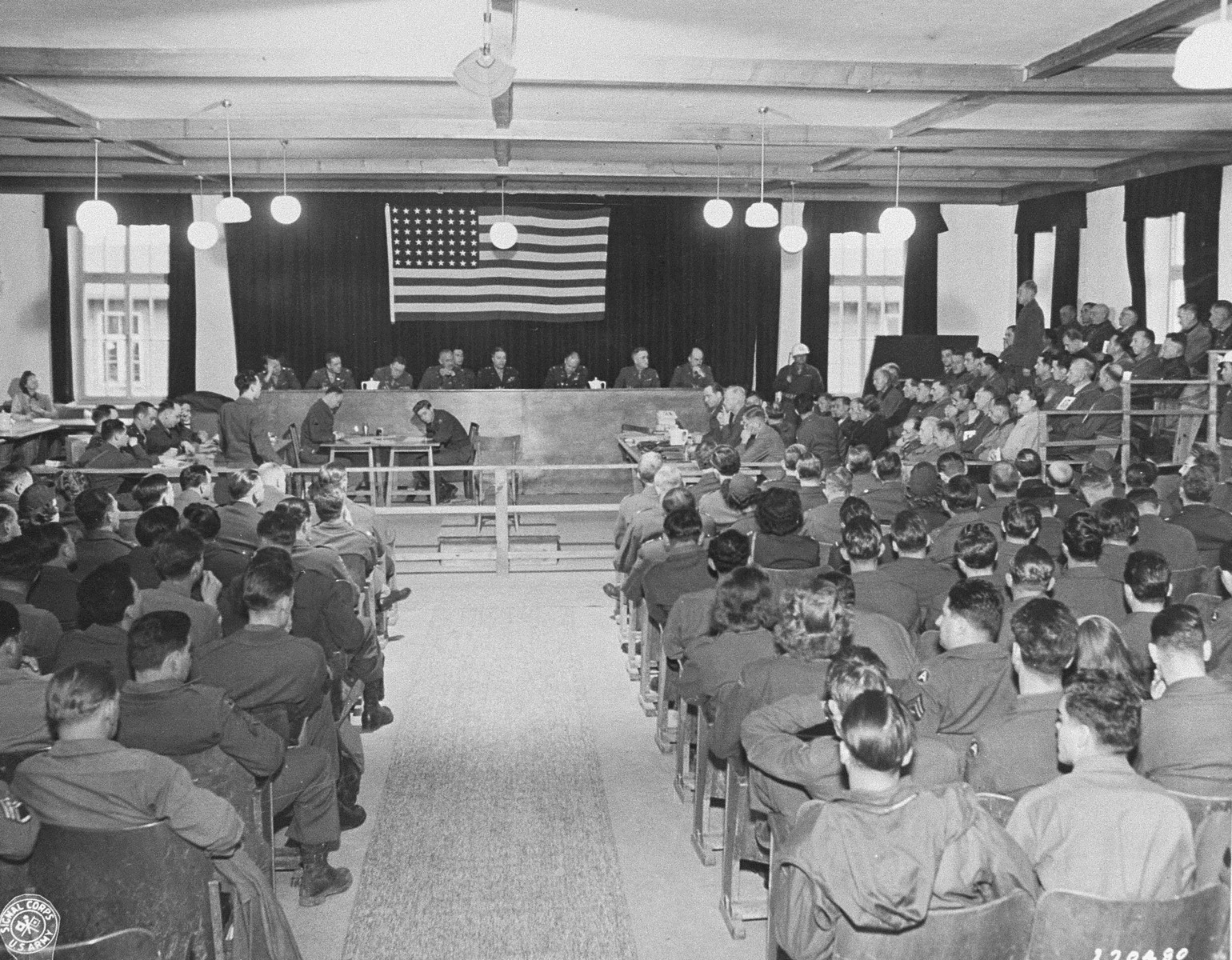
4 décembre 1945: la salle d'audience avec la table des juges ; c'est dans cette salle qu'eut lieu le procès de Dachau

Le procès de Dachau est le premier procès de criminels de guerre conduit par l'armée des États-Unis dans la zone d'occupation américaine au tribunal militaire de Dachau. Le procès se déroula du 15 novembre au 13 décembre 1945 dans l'ancien camp de concentration de Dachau, transformé fin avril 1945 en camp d'internement.
Lors de ce procès, 40 personnes furent inculpées pour crime de guerre lié au camp de concentration de Dachau et à ses camps annexes. À l'issue du procès, les 40 accusés furent reconnus coupables. 36 condamnations à mort furent prononcées, parmi lesquelles 28 furent exécutées. L'affaire est officiellement nommée United States of America vs. Martin Gottfried Weiss et al - Case 000-50-2.
En plus du procès principal de Dachau, 121 procès secondaires eurent lieu, s'appuyant sur le procès principal (Parent Case) ; on compte environ 500 accusés supplémentaires. Le procès principal de Dachau fut le premier dans le cadre du Tribunal militaire de Dachau et a donc servi de modèle aux suivants. D'autres procès principaux et secondaires contre le personnel d'autres camps de concentration durèrent jusqu'en 1948.

## Contexte historique

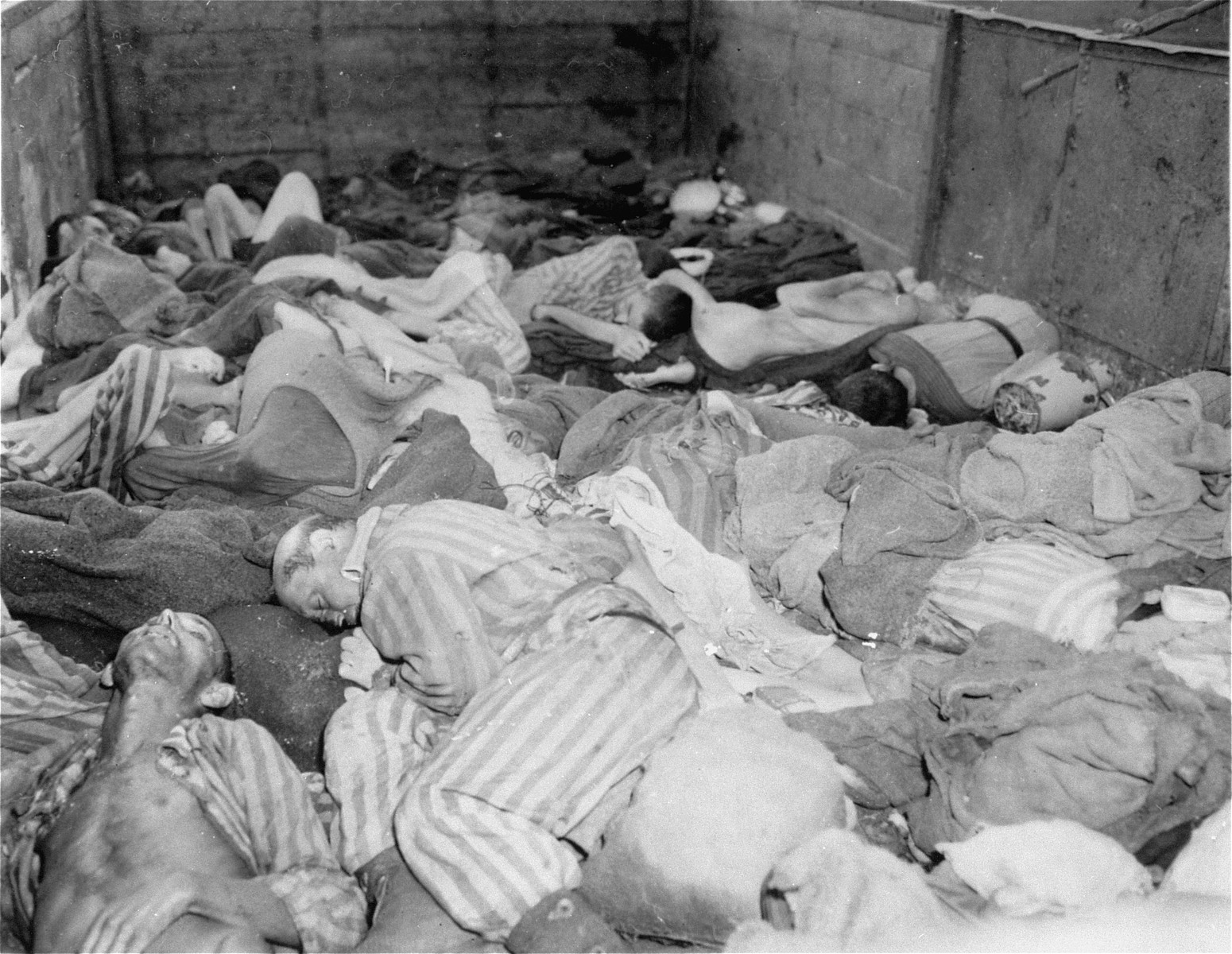
Les corps de détenus dans le train d'évacuation de Buchenwald arrivé entre le 29 avril 1945- et le 1 mai 1945

Alors que l'armée de terre des États-Unis continuait d'avancer sur le territoire du Troisième Reich dans la dernière phase de la Seconde Guerre mondiale, elle fut confrontée aux traces des crimes des camps de concentration sans y être préparée et parfois en pleine bataille. Les soins à apporter aux « Muselmänner », ces détenus pour la plupart décharnés, affamés et gravement malades, ainsi que l'ensevelissement des milliers de détenus morts d'épuisement ou fusillés durant les marches de la mort placèrent l'armée américaine devant une tâche difficile.
Peu avant la libération du camp de concentration de Dachau le 29 avril 1945, les soldats américains avaient déjà atteint les camps annexes comme le réseau de camps de Kaufering. Tout comme d'autres camps annexes, le KZ-Kommando Kaufering IV (de) avait été évacué avant le 28 avril 1945, date de l'arrivée de l'armée américaine. Au cours de la dissolution du camp, des soldats SS avaient incendié les baraques des détenus. Les soldats américains trouvèrent quelque 360 corps à Kaufering IV ; on ne sait pas si ces détenus moururent brûlés vifs ou avaient déjà été tués avant l'incendie. Dans le camp principal, les soldats américains découvrirent d'abord le train d'évacuation de Buchenwald (Evakuierungszug aus Buchenwald (de)), où se trouvaient jusqu'à 2000 corps dans plus de 38 wagons. À l'intérieur du camp, ils découvrirent également de nombreux cadavres non inhumés. Ces crimes ainsi que d'autres, commis durant la phase finale de la guerre dans le camp de concentration de Dachau et ses camps annexes, firent énormément de victimes dans les dernières semaines de la guerre. Même après la libération, plus de 2200 anciens détenus moururent des conditions d'internement dans les camps ou du typhus, qui continua de sévir.
C'est dans ces circonstances et dans le cadre du War Crimes Program (de) (programme visant la mise en place de tribunaux de guerre) que les enquêteurs américains commencèrent leurs recherches, déjà à partir du 30 avril 1945, afin de trouver les personnes responsables de ces crimes ; l'enquête dura jusqu'au 7 août 1945. Cela permit de recueillir des preuves sous forme de témoignages, de pièces à conviction et de photographies. Rapidement, de nombreux criminels furent arrêtés et internés, comme Martin Gottfried Weiss, prédécesseur du dernier commandant du camp Eduard Weiter. Le compte-rendu d'enquête fut terminé le 31 août 1945 et forma la base de la demande de mise en accusation, et donc du procès principal de Dachau.

## Base légale et accusation

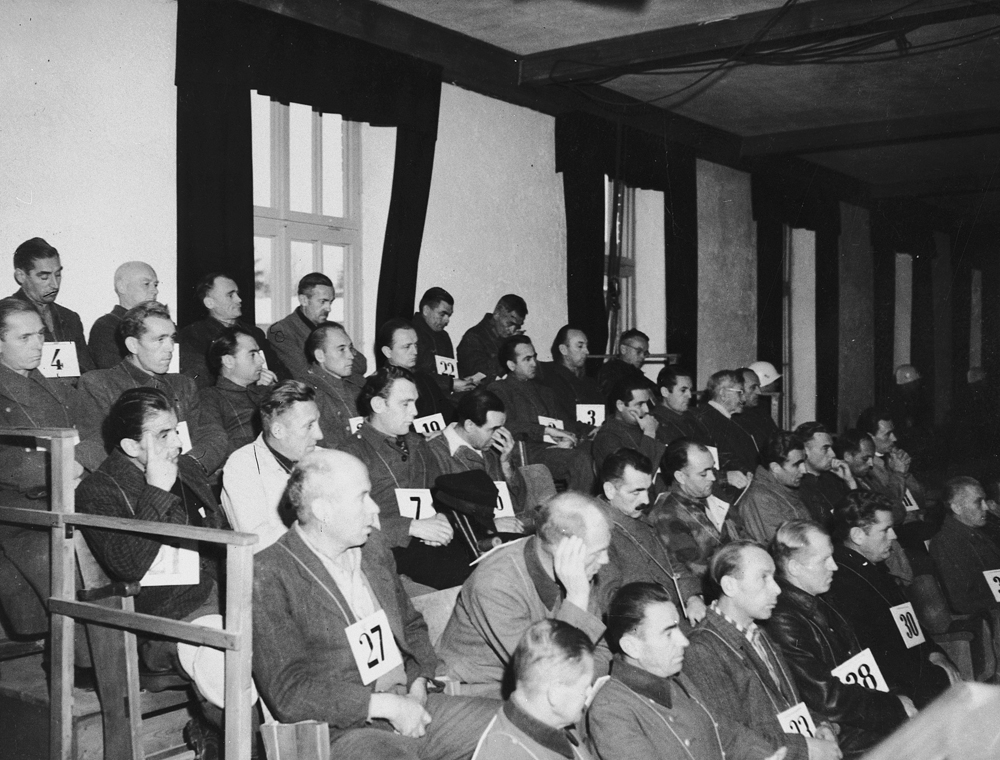
Les accusés au procès principal de Dachau le 15 novembre 1945

C'est la directive JCS 1023/10 qui constitue la base de l'accusation formulée le 15 juillet 1945 par le Comité des chefs d'état-major interarmées. Cette directive, qui fut ensuite remplacée par la loi no 10 du Conseil de contrôle (Kontrollratsgesetz Nr. 10 (de)) du 20 décembre 1945, autorisait le Commandant en chef américain Dwight D. Eisenhower à mettre en place un tribunal militaire afin de juger les criminels de guerre sur les territoires allemands occupés par les États-Unis. D'autres textes réglementèrent les compétences, les faits incriminables négociables, le pouvoir des cas faisant jurisprudence et les droits des accusés lors des procès militaires.
L'acte d'accusation, établi le 2 novembre 1945 et présenté ensuite aux accusés, comprend deux chefs d'accusation principaux réunis sous le titre de « Violation des usages et des lois de la guerre ». Étaient contenus dans l'acte d'accusation les crimes de guerre commis entre début janvier 1942 et fin avril 1945 au camp de concentration de Dachau et dans ses camps annexes contre les civils alliés et les prisonniers de guerre, alliés ou non. Dans un premier temps, seuls les crimes commis contre les citoyens des quatre puissances ou de leurs pays alliés furent poursuivis. Les crimes commis par des Allemands contre des victimes allemandes restèrent longtemps impunis et ne furent souvent jugés que plus tard devant des tribunaux allemands. Les accusés furent mis en examen pour avoir pris part, de manière illégale, délibérée et collective, à la maltraitance et au meurtre de civils et de prisonniers de guerre alliés. En plus de leur participation aux crimes de guerre du camp de concentration de Dachau figuraient dans l'acte d'accusation des actes d'abus leur étant imputés de façon individuelle.
Les prévenus se virent inculpés de projet commun (Common Design) comprenant une participation consentante à un système de meurtres, de maltraitance et de traitement inhumain et impliquant donc une présomption de culpabilité. L'accusation dut par conséquent fournir la preuve que « chaque accusé avait pleine conscience de ce système, qu'il savait ce qui arrivait aux détenus ; elle devait également prouver pour chaque cas que l'accusé soutenait le fonctionnement de ce système et son organisation par son comportement et ses actions et qu'il participait à ce fonctionnement ». Si cette preuve était apportée, la fixation individuelle de la peine variait selon le type et l'ampleur de cette participation. Ce modèle juridique n'était pas courant dans le droit traditionnel européen puisque lors des procès des criminels de guerre des alliés, aucune preuve individuelle des faits ne devait être apportée dans le cas de la perpétration d'un délit.
À l'origine, 42 membres de l'ancienne administration du camp devaient figurer parmi les accusés lors du procès de Dachau. Mais Hans Aumeier et Hans Beier n'étant pas présents, l'acte d'accusation ne put leur être notifié et ils furent rayés de la liste des suspects au début du procès. Beier fut plus tard condamné à la peine de mort lors de l'un des procès annexes au procès de Dachau, mais la sentence fut ensuite commuée en une peine d'emprisonnement. Après son extradition vers la Pologne, Aumeier fut condamné à mort lors du procès d'Auschwitz et exécuté par pendaison en janvier 1948 à Cracovie. Le groupe des 40 accusés restants était composé de 32 membres du personnel du camp, cinq médecins et trois kapos. Parmi les 32 membres du personnel du camp figuraient entre autres le commandant du camp Martin Gottfried Weiss, son adjoint Rudolf Suttrop, le directeur du département politique Johann Kick (de) ainsi que les chefs du camp de détention préventive et de rapport. Le groupe des médecins accusés était composé du médecin spécialisé en médecine tropicale Claus Schilling, de trois médecins du camp et d'un médecin des troupes. Les trois kapos occupaient des fonctions de direction dans de camp de concentration de Dachau. Mis à part les Autrichiens Fridolin Puhr (de) et Johann Schöpp (de), des Volksdeutsche de Roumanie, tous les autres accusés étaient de nationalité allemande.

## Conduite du procès et prononcé du jugement

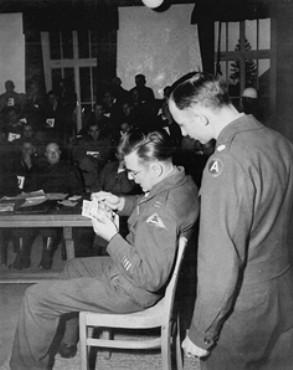
Le 17 novembre 1945, le Capitaine John Barnet certifie, devant le procureur en chef William D. Denson, l'authenticité des photographies prises lors de la libération du camp de concentration de Dachau.

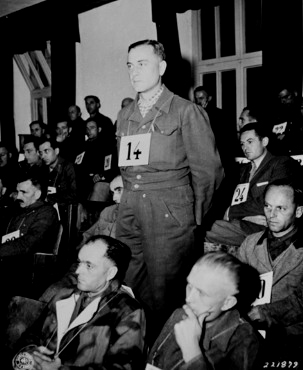
Le médecin du camp Hans Eisele suit l'énoncé des chefs d'accusation dont il fit l'objet le 17 novembre 1945.

La création d'un tribunal de guerre pour y conduire le procès de Dachau fut décrétée le 30 octobre 1945 par le quartier général de l'armée de terre des États-Unis et débutée le 2 novembre 1945. Le général de division John M. Lentz prit la direction du tribunal militaire ; comme les sept juges siégeant à ses côtés, il portait un uniforme durant l'audience. L'accusation, sous le commandement du procureur en chef William D. Denson, était composée de quatre officiers américains. La défense des accusés fut assurée par cinq officiers américains et par le conseiller juridique (de) allemand Hans von Posern. Le procès se déroulant en anglais, des interprètes étaient chargés d'assurer la communication en anglais et en allemand entre la cour et les accusés. Des observateurs du procès issus de pays alliés devaient prendre part à l'audience.
« Nous allons démontrer, avec l'autorisation de la Cour, qu'un système d'extermination fut mis en œuvre à Dachau durant la période en question. Nous allons prouver que parmi les victimes de cette extermination planifiée figuraient des civiles et des détenus de guerre, des individus qui n'était pas prêts à se soumettre au joug du national-socialisme. Nous allons également prouver que ces êtres humains furent utilisés comme cobayes pour des expériences, furent affamés et devaient dans le même temps accomplir un travail plus difficile que ce que leur condition physique leur permettait ; que les conditions d'existence en vigueur menaient obligatoirement à la maladie ou à la mort. En outre, nous allons montrer que, alors que l'Allemagne prenait d'assaut l'Europe, ces être humains étaient soumis à un traitement absolument inhumain et que chacun de ces accusés était une pièce de cette machine à extermination. », William D. Denson, procureur en chef, discours d'ouverture le 15 novembre 1945
Après l'ouverture du procès le 15 novembre 1945 à 10 heures dans l'ancien camp de concentration de Dachau, le procureur commença la présentation de l'acte d'accusation. Les juges militaires établirent ensuite la légitimité de la cour et sa compétence jurisprudentielle concernant les accusés. La fin de la phase d'introduction du procès fut toutefois interrompue par trois demandes de jugement de rejet de la part de la défense. Celle-ci contesta premièrement la compétence de la cour et émit deuxièmement une critique selon laquelle la période présentée des crimes n'était pas assez précise. La troisième demande de jugement de rejet concernait le nombre restreint d'avocats de la défense par rapport aux 40 accusés, ce qui aurait pu considérablement entraver l'élaboration d'une stratégie de défense efficace en cas de déposition d'un accusé potentiellement incriminante pour les coaccusés. Les trois demandes furent rejetées par le tribunal militaire. La compétence de la cour fur justifiée par le statut de criminels de guerre des accusés, qui ne devraient donc pas être traités selon les règles en vigueur pour les prisonniers de guerre puisque les crimes avaient été commis avant leur mise en détention. La deuxième demande fut rejetée selon le motif que les prévenus n'étaient pas accusés en premier lieu de faits isolés mais d'un crime continu commis de façon collective. C'est pour cette même raison que la cour ne fit pas droit à la demande de diviser le procès en procès individuels.
Le président fit ensuite la lecture de l'acte d'accusation et expliqua les droits des accusés durant le procès. Les accusés déclarèrent tous qu'ils plaideraient non coupable. Puis le procureur présenta les faits de son point de vue et les justifia à l'aide de moyens de preuve. Parmi les 139 pièces à conviction autorisées figuraient 60 photographies, les registres de décès du camp de 1941 à 1942 ainsi que d'autres documents à charge comme les procès-verbaux des dépositions des accusés. Les 69 témoins à charge étaient d'anciens détenus ou des officiers de l'armée de terre des États-Unis ayant participé à la libération du camp de concentration de Dachau et à la documentation des crimes s'y étant déroulés. Les officiers des forces armées des États-Unis firent leur déposition en premier. Ils rendirent compte des corps dans le train d'évacuation de Buchenwald et des conditions catastrophiques dans le camp principal au moment de sa libération. Les anciens détenus décrivirent les conditions d'existence inhumaines dans le camp de concentration de Dachau, en particulier par rapport aux vêtements, à la nourriture, au logement, au travail forcé, aux épidémies, aux expériences médicales, aux sélections, aux exécutions, aux maltraitances et aux meurtres. En plus de la situation dans le camp principal, les conditions d'existence catastrophiques dans les camps satellites furent également détaillées.
La défense étaya ensuite son point de vue sur la situation à l'aide de 93 témoins, dont les accusés, ainsi que 27 preuves à conviction autorisées. Tout comme l'accusation, la défense soumit les témoins à un interrogatoire contradictoire.
Les membres du personnel du camp figurant parmi les prévenus étaient accusés de maltraitance et une partie d'entre eux était également accusée du meurtre de détenus ; un autre chef d'accusation réunissait l'implication dans les exécutions et les délits relatifs à l'évacuation du camp. Les médecins du camp et le personnel médical se virent accusés d'avoir participé aux exécutions en constatant le décès des victimes et en participant, pour certains, à la sélection, à la maltraitance et au meurtre de détenus. Les membres de la kommandantur étaient accusés d'avoir été les principaux responsables de la situation catastrophique du camp et d'avoir ainsi rendu possible le système de meurtres, de maltraitance et de négligence inhumaine. Deux des trois kapos étaient accusés de maltraitance et de meurtre de détenus. Un kapo était accusé d'avoir participé à des exécutions. Les accusés minimisèrent les faits, dirent n'avoir fait qu'obéir aux ordres ou nièrent avoir été présents aux moments et sur les lieux des crimes.

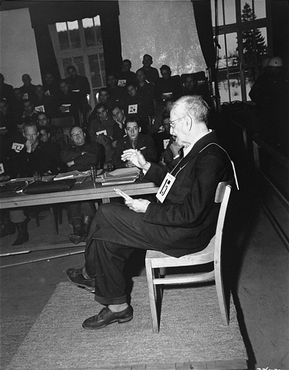
Claus Schilling lors de sa déposition devant la cour le 7 décembre 1945

Claus Schilling, 74 ans et le plus âgé des accusés du procès principal de Dachau, fit l'objet d'une attention particulière. Schilling, qui n'était ni membre de la NSDAP ni SS, était un docteur en médecine tropicale diplômé et habilité. Médecin de renom, Schilling avait été élève de Robert Koch et s'était spécialisé dans la recherche sur le paludisme à partir de 1898. Il continua son travail de recherche même après être devenu professeur émérite en 1936 et réussit à convaincre Heinrich Himmler de la nécessité pour la guerre de concevoir un vaccin contre le paludisme. Peu après, un centre d'expérimentation fut mis à sa disposition dans le camp de concentration de Dachau pour la poursuite de son étude sur le paludisme. De février 1942 à début avril 1945, le paludisme fut délibérément transmis à un nombre de détenus du camp variant entre 1000 et 1200 qui furent ensuite soignés à l'aide de médicaments à titre expérimental. Les détenus furent plus de 100, probablement même près de 400, à mourir des suites de cette série d'expériences.
Devant la cour, Schilling ne nia pas avoir effectué ces expériences. Il subordonna les souffrances des victimes de ses expériences à un intérêt plus grand pour la science. Il pria donc la cour de le laisser achever et mettre par écrit sa série d'expériences. De plus, il dit n'avoir rien eu à voir personnellement avec les événements du reste du camp. Le tribunal militaire ne suivit pas Schilling dans ses arguments.
Dans son plaidoyer final, le procureur en chef Denson mit en évidence l'existence d'un crime continu dans le camp de concentration de Dachau. Selon lui, les accusés rendirent possible les crimes des camps de concentration qui s'y produisirent par leur participation et collaboration au système de Dachau et devraient donc tous être déclarés coupables. Les trois kapos accusés investis par les SS seraient également coresponsables par extension du fonctionnement du système de Dachau et devraient donc être jugés coupables. Denson n'admit pas l'argument utilisé par les accusés de n'avoir fait qu'obéir aux ordres puisque celui-ci ne déliait pas les accusés de leur responsabilité par rapport aux crimes de guerre commis. Denson ne trouva pas non plus de circonstances atténuantes aux prévenus et plaida donc pour un jugement sévère pour tous les accusés.
Les avocats de la défense attaquèrent ensuite le Common Design, puisque ce principe ne correspondrait pas à la tradition judiciaire européenne et aurait d'après eux été appliqué de manière très arbitraire au cas des accusés. Selon eux, la conduite du procès des 40 accusés ne serait possible que de cette manière étant donné que dans plusieurs cas, aucune preuve relative aux actes individuels n'avait pu être apportée. Même certains témoins à charge auraient indiqué, dans le cas de l'ancien commandant du camp Weiß, que les conditions se seraient sensiblement améliorées dans le camp de concentration de Dachau sous sa direction. De plus, certains témoignages partiellement faux auraient été admis devant la cour et le fait que certains accusées aient été affectés contre leur gré n'aurait pas été pris en considération. Globalement et selon la conclusion de l'avocat de la défense, les principaux responsables auraient été jugés lors du procès de Nuremberg contre les principaux criminels de guerre et le procès principal de Dachau ne serait motivé que par un esprit de représailles.
Le 13 décembre 1945, le tribunal militaire représenté par son président rendit son verdict. 36 peines de mort, une peine d'emprisonnement à perpétuité et trois peines d'emprisonnement avec travaux forcés obligatoires furent prononcées. Dans les attendus du jugement, la cour rappela le caractère criminel des actes commis collectivement, ce qui rendrait nécessaire la condamnation de tous les accusés.

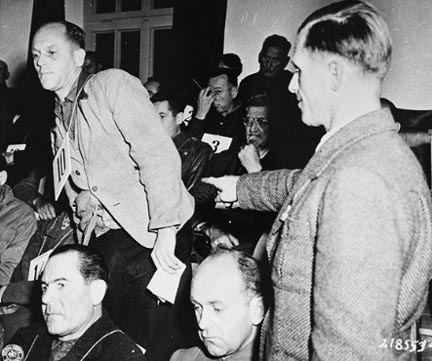
L'ancien détenu Eugen Seybold identifie le Dr Fritz Hintermayer le 22 novembre 1945
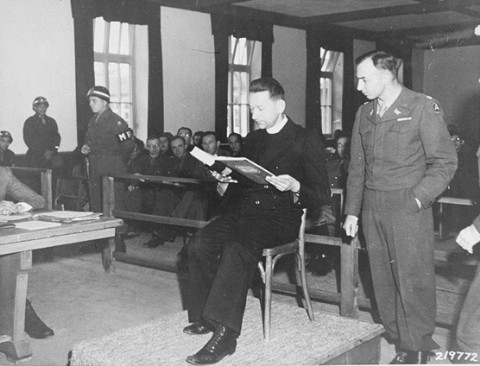
Le prêtre polonais Theodore Korcz (à gauche) assisté du procureur en chef Denson fait la lecture du protocole des expériences sur le paludisme le 22 novembre 1945
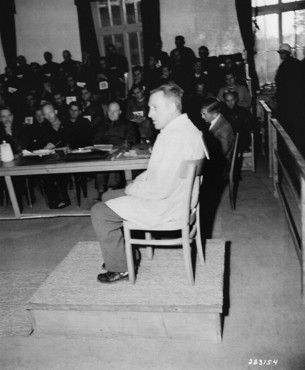
Wilhelm Wagner durant sa déposition lors du procès principal de Dachau le 30 novembre 1945
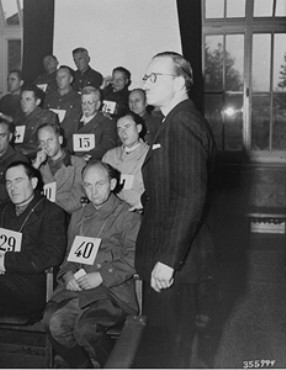
L'ancien détenu Helmuth Breiding identifie Friedrich Wetzel le 22 novembre 1945
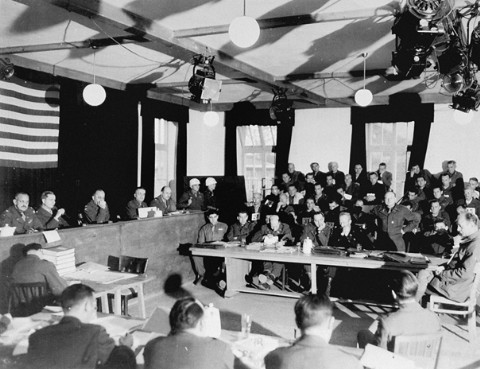
Friedrich Wetzel (à droite) durant sa déposition le 30 novembre 1945
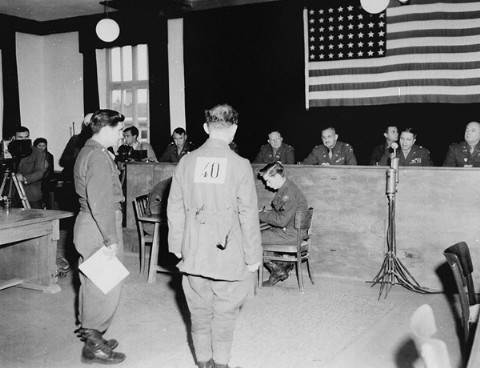
Friedrich Wetzel (de dos avec le numéro 40) lors du prononcé du jugement le 13 décembre 1945

### Les 40 condamnations en détail
| Accusé                     | Rang                                     | Fonction | Actes d'abus | Condamnation                                                                            |
| -------------------------- | ---------------------------------------- | --- | --- | --------------------------------------------------------------------------------------- |
| Martin Gottfried Weiss     | Obersturmbannführer SS                   | Commandant du camp de concentration de Dachau                                                                    | | Peine de mort, exécuté le 29 mai 1946                                                   |
| Rudolf Suttrop             | Obersturmbannführer SS                   | Adjoint du commandant du camp de Dachau                                                                          | | Peine de mort, exécuté le 28 mai 1946                                                   |
| Michael Redwitz (de)       | Hauptsturmführer SS                      | Chef de la détention de protection dans le camp de Dachau (Schutzhaft)                                           | Maltraitance de détenus | Peine de mort, exécuté le 29 mai 1946                                                   |
| Friedrich Ruppert          | Obersturmbannführer SS                   | Obersturmbannführer SS                                                                                           | Maltraitance de détenus, implication dans des exécutions | Peine de mort, exécuté le 28 mai 1946                                                   |
| Wilhelm Welter (de)        | Hauptscharführer SS                      | Chef du service de travail obligatoire au camp de Dachau                                                         | Maltraitance de détenus, implication dans des sélections | Peine de mort, exécuté le 29 mai 1946                                                   |
| Josef Jarolin (de)         | Obersturmführer SS                       | Chef de la détention de protection au camp de Dachau                                                             | Maltraitance et meurtre de détenus | Peine de mort, exécuté le 28 mai 1946                                                   |
| Franz Trenkle (de)         | Hauptscharführer SS                      | Chef de rapport et chef suppléant de la détention de protection au camp de Dachau                                | Maltraitance de détenus, implication dans des exécutions | Peine de mort, exécuté le 28 mai 1946                                                   |
| Wilhelm Tempel (de)        | Scharführer SS                           | Chef du service de travail obligatoire dans le camp de Dachau                                                    | Maltraitance de détenus, ayant pu entraîner la mort | Peine de mort, exécuté le 29 mai 1946                                                   |
| Engelbert Niedermeyer (de) | Unterscharführer SS                      | Chef de baraquement, affecté au Kommando du crématorium du camp de Dachau                                        | Maltraitance de détenus | Peine de mort, exécuté le 28 mai 1946                                                   |
| Josef Seuß (de)            | Hauptscharführer SS                      | Chef de rapport dans le camp de Dachau                                                                           | Maltraitance de détenus | Peine de mort, exécuté le 28 mai 1946                                                   |
| Leonhard Eichberger (de)   | Hauptscharführer SS                      | Chef de rapport dans le camp de Dachau                                                                           | Implication dans des exécutions | Peine de mort, exécuté le 29 mai 1946                                                   |
| Alfred Kramer (de)         | Oberscharführer SS                       | Chef du camp satellite de Dachau Kaufering No 1                                                                  | Maltraitance de détenus, ayant pu entraîner la mort | Peine de mort, exécuté le 29 mai 1946                                                   |
| Wilhelm Wagner (de)        | Hauptscharführer SS                      | Chef de la blanchisserie des détenus dans le camp de Dachau                                                      | Maltraitance de détenus, ayant pu entraîner la mort | Peine de mort, exécuté le 29 mai 1946                                                   |
| Johann Kick (de)           | Obersturmführer SS                       | Directeur du département politique dans le camp de Dachau                                                        | Maltraitance de détenus | Peine de mort, exécuté le 29 mai 1946                                                   |
| Vinzenz Schöttl            | Obersturmführer SS                       | Commandant suppléant du réseau de camps satellites de Dachau Kaufering                                           | Maltraitance de détenus, meurtre d'un détenu | Peine de mort, exécuté le 28 mai 1946                                                   |
| Fritz Hintermayer (de)     | Obersturmbannführer                      | Premier médecin du camp de Dachau                                                                                | Meurtre de deux détenues enceintes par injection, préparation du meurtre de sept détenus atteints de maladies mentales, implication dans des exécutions par le constat du décès des victimes | Peine de mort, exécuté le 29 mai 1946                                                   |
| Johann Kirsch (de)         | Hauptscharführer SS                      | Chef du camp satellite de Dachau Kaufering No 1                                                                  | Maltraitance de détenus, ayant pu entraîner la mort | Peine de mort, exécuté le 28 mai 1946                                                   |
| Johann Eichelsdörfer (de)  | Capitaine de la Wehrmacht                | Chef des camps satellites de Dachau Kaufering No 4, 7 et 8                                                       | Maltraitance de détenus | Peine de mort, exécuté le 29 mai 1946                                                   |
| Otto Förschner             | Sturmbannführer SS                       | Commandant du réseau de camps satellites de Dachau Kaufering                                                     | Maltraitance de détenus, meurtre d'un détenu | Peine de mort, exécuté le 28 mai 1946                                                   |
| Walter Langleist           | Oberführer SS                            | Commandant en chef de la garde dans le camp de Dachau, commandant du camp du Kommando satellite de Mühldorf      | Maltraitance de détenus, ayant pu entraîner la mort | Peine de mort, exécuté le 28 mai 1946                                                   |
| Claus Schilling            | Médecin spécialisé en médecine tropicale | Chef de l'expérience sur le paludisme dans le camp de Dachau                                                     | Procédé des expériences sur le paludisme sur des détenus, ayant pu entraîner la mort | Peine de mort, exécuté le 28 mai 1946                                                   |
| Arno Lippmann (de)         | Obersturmführer SS                       | Chef des camps satellites de Dachau Kaufering No 2 et 7, chef de la détention de protection sous Michael Redwitz | Maltraitance de détenus | Peine de mort, exécuté le 29 mai 1946                                                   |
| Franz Böttger (de)         | Oberscharführer SS                       | Chef du travail obligatoire et du rapport dans le camp de Dachau                                                 | Maltraitance de détenus, meurtre d'un détenu, implication dans des exécutions | Peine de mort, exécuté le 29 mai 1946                                                   |
| Otto Moll                  | Hauptscharführer SS                      | Division du travail dans les camps satellites de Kaufering                                                       | Maltraitance de détenus, exécutions de détenus par arme à feu durant la marche d'évacuation                                                                                                  | Peine de mort, exécuté le 28 mai 1946                                                   |
| Anton Endres (de)          | Oberscharführer SS                       | Grade SS du service de santé dans le camp de Dachau                                                              | Maltraitance de détenus, meurtre d'un détenu par injection, implication dans deux exécutions                                                                                                 | Peine de mort, exécuté le 28 mai 1946                                                   |
| Simon Kiern (de)           | Hauptscharführer SS                      | Chef de baraquement dans le camp de Dachau                                                                       | Maltraitance de détenus, meurtre d'un détenu, implication dans trois exécutions | Peine de mort, exécuté le 28 mai 1946                                                   |
| Fritz Becher (de)          | Kapo                                     | Doyen du baraquement des prêtres                                                                                 | Maltraitance de détenus, ayant pu entraîner la mort | Peine de mort, exécuté le 29 mai 1946                                                   |
| Christof Knoll (de)        | Kapo                                     | Doyen de baraquement et kapo dans le camp de Dachau                                                              | Maltraitance et meurtre de détenus | Peine de mort, exécuté le 29 mai 1946                                                   |
| Hans Eisele                | Hauptsturmführer SS                      | Second médecin du camp de Dachau                                                                                 | Participation aux exécutions par le constat du décès des victimes | Peine de mort, réduite à une peine d'emprisonnement à perpétuité                        |
| Wilhelm Witteler (de)      | Sturmbannführer SS                       | Premier médecin du camp de Dachau                                                                                | Participation aux exécutions par le constat du décès des victimes | Peine de mort, réduite à une peine d'emprisonnement de vingt ans                        |
| Fridolin Puhr (de)         | Hauptsturmführer SS                      | Médecin des troupes en chef dans le camp de Dachau                                                               | Participation aux exécutions par le constat du décès des victimes | Peine de mort, réduite à une peine d'emprisonnement de vingt ans                        |
| Otto Schultz (de)          | Untersturmführer SS                      | Directeur de l'entreprise Deutsche Ausrüstungswerke à Dachau                                                     | Maltraitance de détenus | Peine de mort, réduite à une peine d'emprisonnement de vingt ans                        |
| Fritz Degelow (de)         | Sturmbannführer SS                       | Commandant de la garde dans le camp de Dachau                                                                    | Chef d'un transport d'évacuation | Peine de mort, réduite à une peine d'emprisonnement de dix ans                          |
| Emil Mahl                  | Kapo                                     | Kapo dans le crématorium du camp de Dachau                                                                       | Implication dans des exécutions | Peine de mort, réduite à une peine d'emprisonnement de dix ans                          |
| Sylvester Filleböck (de)   | Untersturmführer SS                      | Officier de ravitaillement dans le camp de Dachau                                                                | | Peine de mort, réduite à une peine d'emprisonnement de dix ans                          |
| Friedrich Wetzel (de)      | Hauptsturmführer SS                      | Chef de l'administration du camp de Dachau                                                                       | | Peine de mort, réduite à une peine d'emprisonnement de dix ans                          |
| Peter Betz (de)            | Hauptscharführer SS                      | Chef de rapport, chef de Kommando et affecté dans les bureaux de la kommandantur du camp                         | Maltraitance de détenus | Peine d'emprisonnement à perpétuité, réduite à une peine d'emprisonnement de quinze ans |
| Hugo Lausterer (de)        | Scharführer SS                           | Chef de Kommando dans le camp satellite de Dachau Feldafing                                                      | | Peine d'emprisonnement de dix ans                                                       |
| Albin Gretsch (de)         | Unterscharführer SS                      | Membre de la garde dans le camp de Dachau et dans les camps satellites                                           | | Peine d'emprisonnement de dix ans                                                       |
| Johann Schöpp (de)         | Soldat SS                                | Membre de la garde dans le camp de Dachau et le camp satellite de Dachau Feldafing                               | | Peine d'emprisonnement de dix ans réduite à une peine d'emprisonnement de cinq ans      |

## Procédure de révision
Arthur Haulot, président du comité international des détenus de Dachau, déposa au nom du comité un recours en grâce pour les trois kapos condamnés à mort puisqu'ils étaient à la fois coupables et victimes et auraient donc dû être traités différemment des autres accusés.
Des recours en grâce furent déposés pour de nombreux autres accusés par les familles, amis, collègues ou même voisins. Ce fut le cas pour le docteur en médecine tropicale Claus Schilling, pour qui des recours en grâce furent déposés entre autres par des collègues des instituts Robert Koch, Bernhard Nocht et Kaiser Wilhelm. Les recours en grâce pour Schilling insistaient fortement sur sa renommée scientifique, ses mérites et son importance pour la science, son absence de prise de position politique et son comportement irréprochable. Schilling serait, d'après certains recours en grâce, un chercheur passionné qui n'avait pas volontairement prévu la mort de sujets lors des séries d'expériences mais qui, au contraire, n'avait que souhaité sauver des vies humaines.
« Sans aucune prise de position politique, il n'aimait que sa science, son violon et sa femme. », extrait d'un recours en grâce pour Claus Schilling
Lors de la procédure de révision, la défense demanda l'acquittement des accusés Mahl, Becher, Knoll, Schöpp, Gretsch, Lausterer, Betz, Suttrop, Puhr, Witteler et Eisele. À leur sens, aucune déposition réellement incriminante ni aucune preuve n'auraient été présentées contre ces accusés. De plus, les jugements contre les autres accusés seraient excessivement sévères.
Durant la procédure de révision, qui passa par deux instances de révision, l'implication personnelle des accusés dans le cadre d'un crime commis collectivement joua un très grand rôle. Après vérification des documents du procès et des arguments présentés par l'accusation et la défense, la majeure partie des jugements prononcés fut entérinée. La peine de mort du médecin du camp Eisele, qui fut plus tard également un des accusés du procès principal de Buchenwald, fut commuée en une peine d'emprisonnement à perpétuité. De la même façon, les peines de mort de Puhr et de Mahl furent commuées en peines d'emprisonnement et la peine d'emprisonnement de Schöpp fut réduite de cinq ans. Dans le cas de Mahl, sa disposition à témoigner ainsi que sa complicité plus faible que celle des deux autres kapos furent également prises en compte. On ne put pas prouver qu'Eisele avait été personnellement impliqué dans des actes de maltraitance ; l'amélioration des soins médicaux dans le camp ainsi que, dans le cas du médecin des troupes Puhr, le fait qu'il n'ait jamais été présent en personne dans le camp des détenus, furent pris en considération. La recommandation de réduire la peine de Schöpp de moitié fut justifiée par son enrôlement de force dans la Waffen-SS, par sa fonction insignifiante dans le camp en comparaison à celle des autres accusés et par le fait qu'il n'ait maltraité aucun détenu. Après la conclusion de la seconde instance de révision, les peines de mort de Witteler, Schulz, Degelow, Wetzel et Filleböck furent également commuées en peines d'emprisonnement. Ces derniers avaient certes occupé des fonctions importantes dans le camp mais se seraient efforcés d'y améliorer les conditions de différentes façons. Delegow aurait effectivement dirigé une marche d'évacuation, mais il aurait veillé au déroulement humain de la marche ; de plus, il n'aurait été présent personnellement que quelques jours dans le camp. Le commandant en chef des forces armées des États-Unis suivit les recommandations des deux instances de révision et confirma les autres jugements.

## Exécution des jugements
Après le prononcé du jugement, les condamnés furent transférés dans différents établissements pénitentiaires, en grande partie dans la prison de Landsberg pour criminels de guerre. 28 des 36 condamnations à mort furent finalement exécutées par pendaison les 28 et 29 mai 1946 dans la prison de Landsberg. Les exécutions eurent lieu à huis clos,.
Les peines d'emprisonnement furent progressivement réduites à la suite de la procédure de révision et des recours en grâce. Au milieu des années 1950, tous les détenus jugés au procès de Dachau avaient été libérés, au moins avec sursis, pour bonne conduite, grâce à une amnistie ou pour des raisons de santé.

## Réactions et effets sur la population

"Rééducation": les habitants de la ville de Burgsteinfurt vont au cinéma, où sont projetées des images d'après la libération des camps de concentration de Bergen-Belsen et Buchenwald le 30 mai 1945. La police militaire britannique ainsi que des policiers allemands sont stationnés à l'entrée du cinéma.

Les jugements rendus dans le procès principal de Dachau furent les plus sévères de tous les procès de camps de concentration ayant eu lieu dans le cadre du Tribunal militaire de Dachau. Ceci est essentiellement dû au fait que le procès ait été conduit si peu de temps après la fin de la guerre et que les juges du tribunal militaire aient pu, sur place, se faire un image plutôt détaillée de la situation catastrophique après la libération du camp de Dachau.
Lors des procès suivants, les juges compétents ne pouvaient plus se référer à cette expérience, qui avait joué un rôle important dans la décision du jugement. De plus, durant la guerre froide, de nombreuses peines furent successivement commuées après avoir été reçues en appel et les prisonniers de Landsberg furent libérés de façon prématurée, les alliés de l'ouest voulant former une alliance avec l'Allemagne de l'Ouest.
Lors du procès principal de Dachau, tout comme lors des autres procès de camps de concentration tenus par les alliés, la sanction et l'expiation de droit des crimes nazis furent d'abord placées au premier plan. De plus, la population devait être informée des crimes nazis et le caractère criminel de ces actes de violence devait être clarifié. En outre, ces procès devaient permettre de mettre en place un processus de réflexion collective au sein de la population allemande afin d'établir une culture de droit et démocratique dans l'Allemagne d'après-guerre et, ainsi, dans la société allemande. Le fait symbolique que le procès ait lieu à Dachau ainsi que le choc collectif des rapports et des images des crimes dans les camps de concentration produisirent un effet certain dans le sens de la rééducation dans l'Allemagne de l'immédiat après-guerre, également visible dans les médias contemporains publiés à l'époque. Le premier choc des atrocités dans les camps de concentration fut suivi d'un mouvement collectif de désolidarisation d'avec les détenus de Landsberg de la part d'une grande partie de la population. Hermann Göring et Heinrich Himmler furent rapidement désignés comme les principaux responsables des atrocités des camps de concentration ; le fait de rejeter la faute sur eux pouvait présenter le danger d'une justice des vainqueurs subordonnée sur des personnes moins haut gradées. Cette subordination était également favorisée par le système juridique du Common Design, difficilement compréhensible en Allemagne, et par l'approbation et la participation à un système criminel qui, a priori, rendait des verdicts de culpabilité même sans preuve individuelle des faits. Les tribunaux militaires s'efforcèrent donc de prouver individuellement les délits incriminant les accusés lors des procès de Dachau, ce qui fut effectivement possible dans la plupart des cas.

## Les procès annexes de Dachau

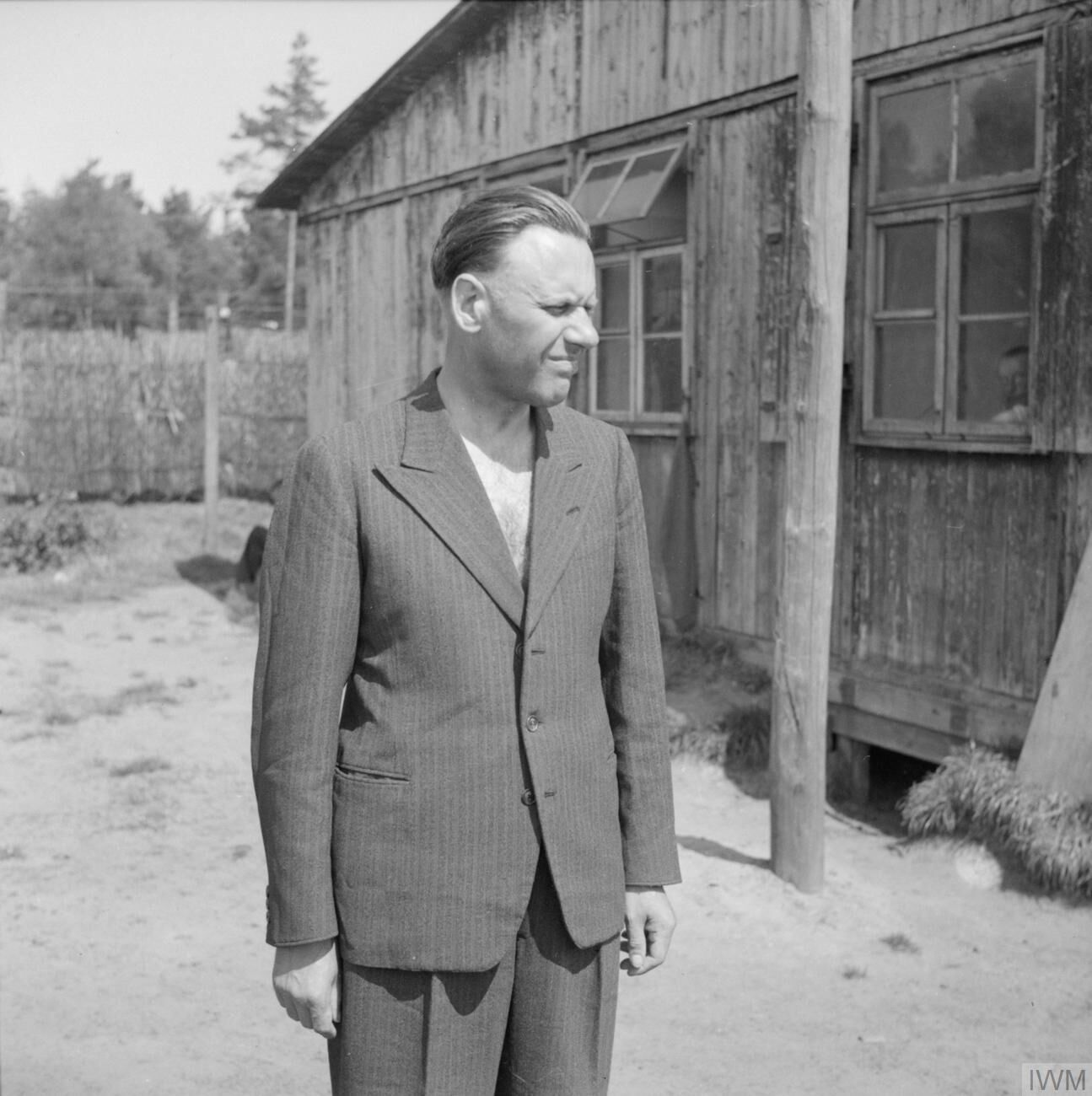
Alexander Piorkowski dans le camp d'internement britannique à Westertimke près de Brême, le 16 mai 1945

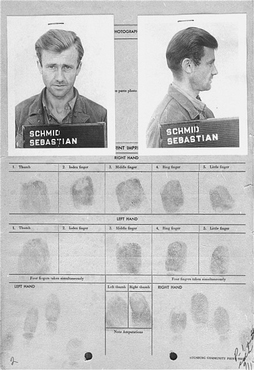
La fiche de détenu de Sebastian Schmid, qui présente deux photos et ses empreintes digitales ; Schmid était l'un des accusés d'un procès annexe au procès principal de Dachau. Chauffeur et mécanicien en qualité de Unterscharführer SS au camp de Dachau, il fut condamné le 18 septembre 1947 à une peine d'emprisonnement à perpétuité pour maltraitance de détenus. En appel, sa peine fut commuée en une peine d'emprisonnement de dix ans. Les fiches de détenus furent mises en place pour tous les accusés des procès de Dachau.

121 procès annexes comptant environ 500 accusés supplémentaires vinrent s'ajouter au procès principal de Dachau du 11 octobre 1946 au 11 décembre 1947. En raison du grand nombre de procès annexes, plusieurs procès furent parfois conduits parallèlement. Parmi les accusés figuraient quelques médecins de camp, quelques kapos et, en majorité, des membres du personnel du camp. Les procès annexes étaient basés sur le procès principal de Dachau et furent donc conduits selon un format réduit. À l'inverse du procès principal, les procès annexes ne duraient rarement plus de quelques jours ; on y jugeait surtout des groupes de un à neuf accusés SS de rang moins élevé ; les jugements concernaient pour la plupart des actes de maltraitance et des meurtres de prisonniers alliés commis dans le camp de Dachau et dans les camps satellites. En revanche, le procès de Mühldorf contre le personnel du Kommando satellite de Mühldorf fut conduit en tant que procès principal. Trois des 121 procès annexes nécessitèrent une attention toute particulière puisqu'ils impliquaient un ancien commandant de camp et son adjudant, un médecin SS et un chef de rapport dont les condamnation à mort prirent une ampleur nationale : 
- Le procès contre Alex Piorkowski et Heinz Detmers (Case No. 000-50-2-23 US vs. Alex Piorkowski et al) conduit du 6 au 17 janvier 1947 était dirigé contre un ancien commandant du camp de concentration de Dachau et son adjudant. Piorkowski avait commandé le camp de Dachau de février 1940 à fin août 1942 et Detmers avait été son adjudant de 1940 à février 1942. Comme les accusés du procès principal, ils étaient tous deux inculpés de crime de guerre contre des civils alliés et des prisonniers de guerre et plaidèrent également "non coupable" après la lecture de l'acte d'accusation, Piorkowski se vit accuser en particulier de certains actes survenus sous son commandement : exécutions de prisonniers de guerre soviétiques, expériences pseudo-médicales sur des détenus et maltraitance arbitraire allant au-delà des châtiments prévus par la Lagerordnung. Detmers aurait également prit part à ces crimes dans le cadre des actes collectifs. Les deux accusés, qui suivirent les recommandations de leurs conseillers juridiques, ne se prononcèrent pas durant le procès mais furent déclarés coupables malgré le fort engagement de leur avocat américain. Après les procédures de révision et les recours en grâce, la condamnation à mort de Piorkowski fut maintenue mais la peine d'emprisonnement de quinze ans de Detmers fut réduite à cinq ans. Detmers fut plus tard accusé à nouveau dans le procès principal de Nordhausen et Piorkowski fut exécuté par pendaison le 22 octobre 1948 à Landsberg. [15]
- Le procès du médecin Rudolf Brachtel et du kapo Karl Zimmermann (Case No. 000-50-2-103 US vs. Rudolf Brachtel et al) fut conduit du 24 novembre au 11 décembre 1947. Brachtel était accusé d'avoir, en tant qu'assistant temporaire de Claus Schilling, volontairement transmis le paludisme à des détenus et pratiqué des ponctions du foie non nécessaires médicalement. Kapo en chef de l'infirmerie, Zimmermann était accusé d'avoir maltraité et tué des détenus d'une injection de phénol. Mais les charges contre Zimmermann, qui avait repris le poste de Josef Heiden, ne purent être maintenues. Finalement, les deux hommes furent déclarés non coupables[12].
- Le procès de l'accusé Georg Schallermair (Case No. 000-50-2-121 US vs. Georg Schallermair) fut conduit du 18 au 23 septembre 1947. Schallermair était inculpé en tant qu'ancien chef de rapport du Kommando satellite de Mühldorf ; en raison de sa position, il était accusé d'être coresponsable des conditions catastrophiques dans le Kommando. De plus, il fut avéré qu'il avait battu des détenus à mort. Schallermair fut déclaré coupable et condamné à mort par pendaison le 23 septembre 1947, jugement maintenu lors de la procédure de révision[16]. Mais à partir de 1950 se mit en place en République Fédérale d'Allemagne une campagne pour l'abolition de la peine de mort, à laquelle de hauts représentants sociétaux et politiques prirent part. Ainsi, le ministre de la justice Thomas Dehler pria le président de la République fédérale Theodor Heuss de remettre un recours en grâce au général Thomas T. Handy pour Schallermair et Hans-Theodor Schmidt, condamné à mort dans le procès de Buchenwald. [17] Mais Handy, qui avait déjà commué onze peines de mort en peines d'emprisonnement, refusa cette demande. Il justifia le cas de Schallermair de la façon suivante :

« Georg Schallermair était, en sa qualité de chef d'un Kommando, directement responsable des détenus du camp satellite de Dachau Mühldorf. Lui-même a battu de nombreux détenus de telle sorte qu'ils moururent de leurs blessures. Parmi les 300 êtres humains amenés au camp à l'automne 1944, seuls 72 étaient encore vivants quatre mois après. Chaque jour, il se rendait à la salle mortuaire avec un détenu dentiste afin d'arracher les dents en or des morts. Dans ce cas, il n'y a aucun fait ni aucun argument qui pourrait justifier la grâce d'une quelconque façon. »
Schallermair et Schmidt furent exécutés par pendaison le 7 juin 1951 à Landsberg avec Oswald Pohl et quatre autres délinquants non graciés. Il s'agit des dernières peines de mort exécutées à Landsberg. 